# Дегтяр Антін
Антін Дегтяр (1885, с. Дублівці Харківської губернії — ?) — український військовий діяч, сотник Армії УНР. Одним із перших здобув Хрест Симона Петлюри (1936), під числом 212.
Дегтяр був головою «поборової комісії» 1-го Українського козацького полку ім. гетьмана Б. Хмельницького (9.03.1917), звання — старший унтерофіцер (прапорщик?) російської армії. Учасник Українського військового установчого віча 9 березня 1917 року.
У журналі зарахування старшин Армії УНР на дійсну українську військову службу упродовж 1920—1923 рр., який зберігається в ЦДАВО України, є два Дегтярі: Антін — поручник (у піхоті — сотник) та Михайло — підстаршина (в піхоті — поручник).